# Нордейнде (Нюкоп)
Нордейнде (нід. Noordeinde) — село в нідерландській провінції Південна Голландія. Входить до муніципалітету Нюкоп. Його населення станом на 2001 рік складало 561 осіб.